# National Ignition Facility

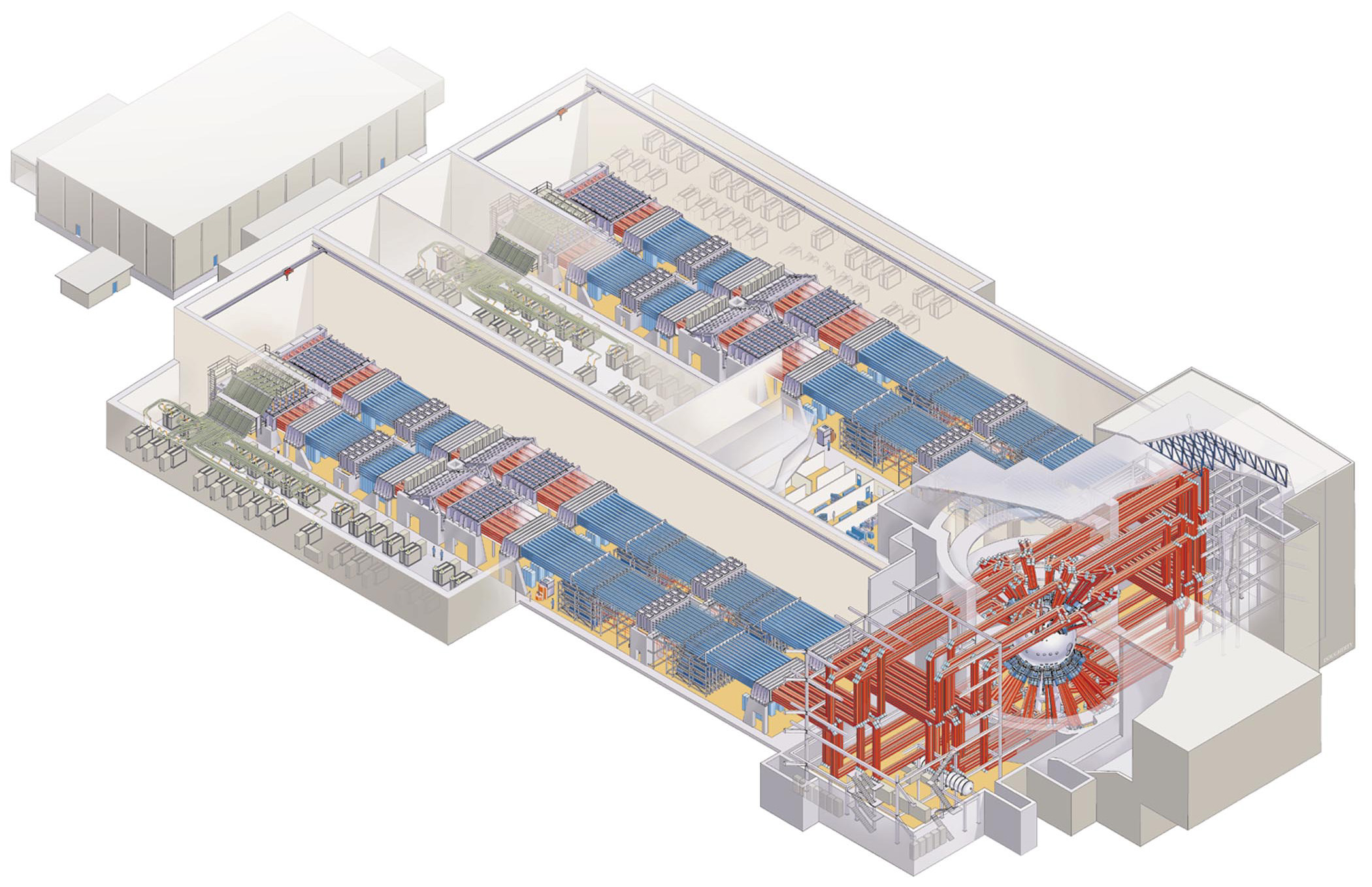
Afbeelding van de NIF. De laserpulsen worden gegenereerd in de kamer net rechts van het midden, en gaan naar de straallijnen (blauw) aan beide kanten. Na meerdere doorgangen in de straallijnen stuurt men het licht in de "schakeltuin" (rood) waar het naar de reactiekamer gericht wordt (zilver).

De National Ignition Facility (NIF) is een onderzoeksinstallatie voor kernfusie gebaseerd op lasers. Het bevindt zich in het Lawrence Livermore National Laboratory in Livermore (Californië). NIF gebruikt krachtige lasers om een kleine hoeveelheid waterstof te verhitten en samen te persen tot het punt waar een kernfusiereactie optreedt. NIF is op dit gebied het grootste en krachtigste apparaat tot nu toe, en er wordt verwacht dat dit ook het eerste is dat het punt van "ontsteking" zal bereiken, zodat er meer energie geproduceerd wordt dan er in gaat om de reactie te starten.
De bouw begon in 1997 maar kende problemen en de NIF was pas klaar na vijf jaar vertraging. In januari 2010 kon NIF tot 1,8 megajoules opbouwen.
Op 5 december 2022 werd een experiment uitgevoerd waarbij er 3,15 Megajoule (MJ) energie vrijkwam terwijl er 2,05 MJ nodig was om het experiment te starten. Dit betekent dat het experiment zichzelf enige tijd in stand heeft kunnen houden zonder energietoevoer van buitenaf. Dit wordt "fusion ignition" (fusie-ontsteking) genoemd en geldt als een belangrijke wetenschappelijke doorbraak.

## Fotogalerij

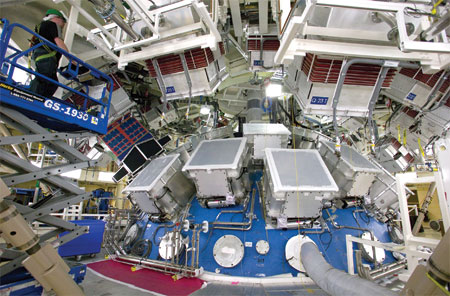
Buitenzicht van het bovenste 1/3e van de reactiekamer.
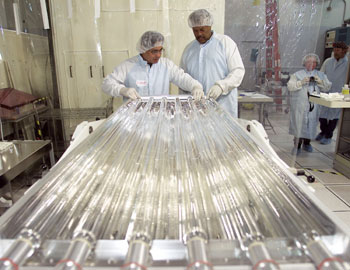
Flashlampen.
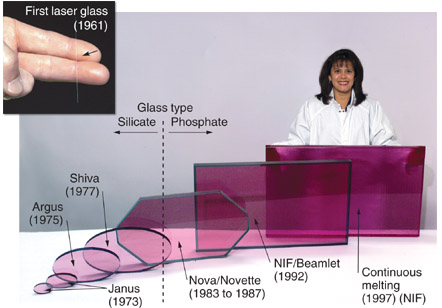
De glasplaten gebruikt in de versterkers zijn veel groter dan in oudere lasers.